# Aéroport de Jayapura-Sentani
L'aéroport de Sentani (code IATA : DJJ • code OACI : WAJJ) est un aéroport desservant la ville de Jayapura, la capitale de la province de Papouasie en Indonésie, sur l'île de Nouvelle-Guinée. L'aéroport porte le nom du lac Sentani, proche de l'aéroport.

## Histoire

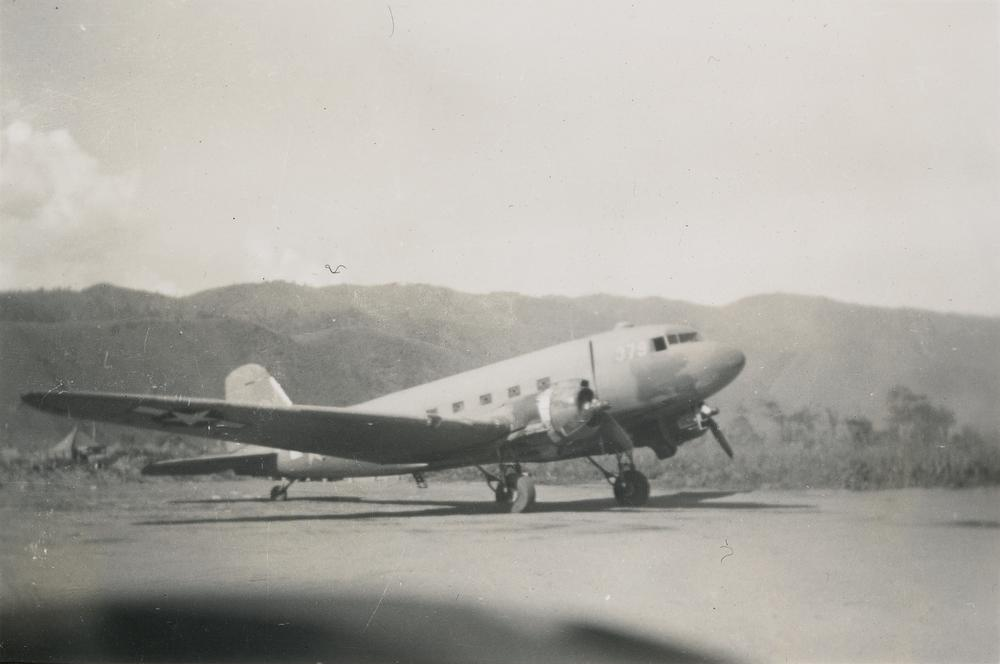
Douglas C-47 Skytrain sur la base de Hollandia en 1944

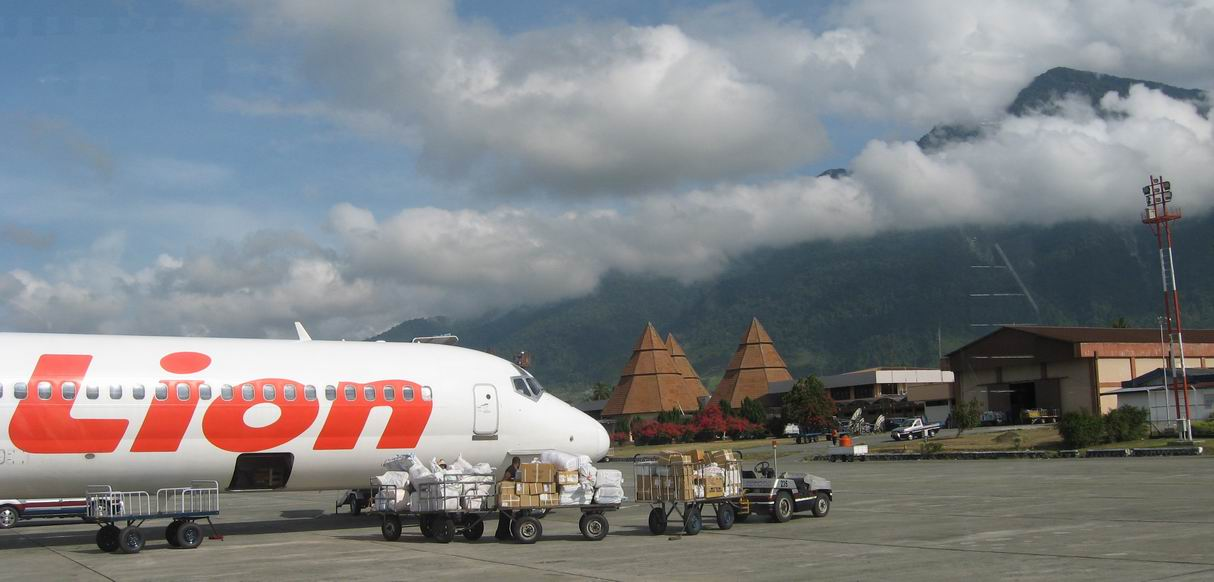
Lion Air à l'aéroport Sentani de Jayapura

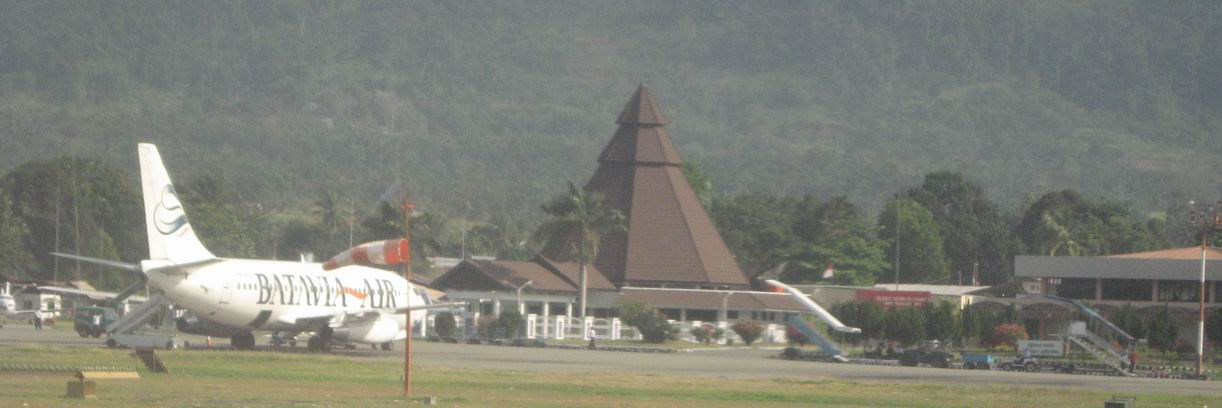
Batavia Air à l'aéroport Sentani de Jayapura

L'aéroport est issu des installions américaines de la Seconde Guerre mondiale lors de la campagne de Nouvelle-Guinée, construite sur une base aérienne japonaise d'octobre 1943. À la fin de la guerre, la base aérienne de Hollandia, nom de Jayapura à l'époque, fut abandonnée. Elle fut ensuite remise à niveau pour servir d'aéroport civil.

## Situation
| Banda Aceh Denpasar Pangkal · Pinang Tanjung · Pandan Djakarta-Soekarno-Hatta Bengkulu Solo Semarang Pangkalan · Bun Palangkaraya Sampit Palu Djakarta-Halim Perdanakusuma Samarinda Malang Surabaya Balikpapan Ende Kupang Komodo Gorontalo Jambi Bandar Lampung Ambon Tarakan Ternate Manado Gunung · Sitoli Medan Wamena Biak Merauke Timika Jayapura Pekanbaru Batam Tanjung · Pinang Bau-Bau Banjarmasin Makassar Palembang Bandung Pontianak Ketapang Bima Lombok Manokwari Sorong Padang Yogyakarta |

## Compagnies aériennes et destinations
| Compagnies                                         | Destinations |
| -------------------------------------------------- | --- |
| Batik Air                                          | Djakarta-S.-Hatta, Makassar-Sultan-Hasanuddin                                                                                |
| Citilink                                           | Makassar-Sultan-Hasanuddin                                                                                                   |
| Garuda Indonesia                                   | Biak-Frans-Kaisiepo, Djakarta-S.-Hatta, Makassar-Sultan-Hasanuddin, Merauke (Mopah), Timika                                  |
| Garuda Indonesia opéré par Explore and Explore Jet | Makassar-Sultan-Hasanuddin, Manokwari (en), Nabire (en), Sorong, Surabaya-Juanda, Timika                                     |
| Lion Air                                           | Djakarta-S.-Hatta, Makassar-Sultan-Hasanuddin, Merauke (Mopah), Sorong                                                       |
| NAM Air                                            | Nabire (en), Sorong |
| PNG Air                                            | Mount Hagen (en) |
| Sriwijaya Air                                      | Biak-Frans-Kaisiepo, Djakarta-S.-Hatta, Makassar-Sultan-Hasanuddin, Manokwari (en), Merauke (Mopah), Surabaya-Juanda, Timika |
| Trigana Air Service                                | Dekai (en), Nabire (en), Wamena (en)                                                                                         |
| Wings Air                                          | Dekai (en), Aéroport d'Utarom (en), Wamena (en)                                                                              |
| XpressAir                                          | Manokwari (en), Sorong |

Édité le 06/02/2018